# Hans Berven
Hans Olov Berven, född 29 september 1927 i Stockholm, död 6 maj 1998 i Västra Nöbbelövs församling, i dåvarande Malmöhus län, var en svensk läkare och docent i klinisk lungfysiologi.
Hans Berven var son till professor Elis Berven och Ruth Tärnö. Han avlade studentexamen 1947 och tog sjöofficersexamen 1949. Han blev medicine kandidat 1951, medicine licentiat 1956 och medicine doktor i Stockholm 1963. Han var underläkare och amanuens Stockholms epidemiska sjukhus 1956–1958 samt docent i klinisk lungfysiologi vid Lunds universitet från 1965.
Han var gift två gånger, första gången 1952–1962 med Birgitta Matsgård (född 1931) samt fick barnen Ann 1953, Eva 1955 och Li 1958. Andra gången gifte han sig 1962 med Agneta Hansson (1941–2005) och fick barnen Johan 1963 och Christian 1965.